# Spiknutí odalisek aneb Lov na lvy
Spiknutí odalisek aneb Lov na lvy (v německém originále Die Verschwörung der Odalisken oder Die Löwenjagd) je opera (singspiel) o třech dějstvích českoněmeckého skladatele Wenzela Müllera na libreto Karla Friedricha Henslera. Její premiéru uvedlo 4. května 1792 vídeňské divadlo Theater in der Leopoldstadt.

## Vznik, charakteristika a historie
Dramatik a divadelní podnikatel Karl Friedrich Hensler (1759–1825) započal svou dramatickou dráhu roku 1785, kdy Divadlo v Leopoldstadtu vedené Karlem Marinellim úspěšně uvedlo jeho hru Voják z Chersonu. Hensler se pak stal hlavním dramatikem tohoto úspěšného vídeňského předměstského divadla až do Marinelliho smrti roku 1803, kdy převzal vedení divadla a na vlastní tvorbu rezignoval. Specializoval se na jevištně účinné lidové hry s exotickou, rytířskou nebo pohádkovou tematikou, často se zpěvy, tancem a scénickými efekty.
Se stejným divadlem spojil většinu své kariéry skladatel Wenzel Müller. S výjimkou let 1807–1813, kdy byl ředitelem opery Stavovského divadla v Praze, byl v divadle v Leopoldstadtu kapelníkem od roku 1786 do své smrti roku 1835 a uvedl v něm většinu ze svých téměř 250 scénických děl.
Mezi řadu děl, na kterých spolupracoval s Henslerem, patří i tříaktový singspiel Spiknutí odalisek aneb lov na lvy, který měl premiéru 4. května 1792. Odehrává se v dobově oblíbeném orientálním prostředí; zejména harém se v soudobém vídeňském singspielu objevuje velmi často, nejslavněji v Mozartově Únosu z serailu. Hlavní ženskou roli odalisky Reski hrála Maria Anna Josepha Franziska ( Nannina ) Gottliebová (1774–1856), která ve svých 17 letech již za sebou měla roli Paminy ve světové premiéře Mozartovy Kouzelné flétny a později proslula v titulní úloze Vodní žínky z Dunaje Ferdinanda Kauera; další odalisky hrály mj. Henslerova manželka Karoline roz. Ammanová a budoucí Müllerova manželka Anna Trautmannová. Hlavní mužské role hráli oblíbení herci a režiséři Marinelliho divadla, Ignaz Sartory a Bartholomäus Bondra, a roli zahradníka Pagada hrál Johann Joseph Laroche, otec lidové divadelní figurky Kašpárka.
Spiknutí odalisek dosáhlo v Divadle v Leopoldstadtu slušného počtu 21 repríz, avšak jiné scény o něj mnoho zájmu neprojevily. Některé jednodušší Müllerovy melodie z tohoto singspielu zlidověly.
Týž námět brzy po Müllerovi zhudebnil ve své zpěvohře Přestrojení v serailu aneb Veliký lov na lvy Antonín Volánek.

## Postavy a první obsazení
- Achmet, paša jedné asijské provincie – Ignaz Sartory (Sartori)
- Soliman(n), místodržitel – Johann Dunst (Donst)
- Selim, dozorce karavany – Bartholomäus Bondra
- Scherbeth, dohlížitel v serailu, eunuch – Anton Baumann (Baumann ml.)
- Oroßmin(n), strážce žen, eunuch – Leopold Pfeiffer
- Pagad, pašův zahradník, eunuch – Johann Joseph La Roche
- Ali, Selimův otrok – Friedrich Baumann (Baumann st.)
- Reski, odaliska v serailu – Anna Gottlieb
- Blanda, odaliska v serailu – Babet(te) Sartory (Sartori)
- Rezia, odaliska v serailu – Anna Trauttmann(-Müller)
- Rosilis, odaliska v serailu – Karoline Hensler (roz. Ammann)
- Zaida, odaliska v serailu – Schmidt
- Selima, odaliska v serailu – Martini
- Zemire, odaliska v serailu – See
- Oroxilla, odaliska v serailu – See
- Mehmet, otrok – Pichler
- Mnoho vznešených muslimů, mnoho janičářů, lukostřelci, námořníci, pašův doprovod[4]

## Děj opery
(Odehrává se v jistém asijském pobřežním městě.)

### 1. dějství
(1. obraz – Mořský přístav se strážní věží) Do přístavu právě dorazila loď. Velel jí vůdce karavany Selim a přivezl z Čerkézska zdejšímu pašovi do serailu čtyři nové odalisky – Reski, Blandu, Zaidu a Selimu – doprovázené jejich strážcem Oroßminem. Odalisky mají z nového místa obavy, ale nejvíce smutní Reski a Selim, kteří se do sebe cestou zamilovali. Selimův otrok Ali pána nabádá, aby se loučil méně okatě (introdukce Laßt die Seegel sinken). V přístavu dívky přebírá eunuch Scherbeth, představený serailu. Selim Reski po straně slibuje, že ji ze serailu osvobodí, ale Ali ho varuje, že za něco takového jim všem hrozí smrt provazem. Scherbeth se snaží novým odaliskám nahlédnout pod závoj, ale ty se brání a Reski ho nazve „ošklivým chlapem“. Scherbeth je uražen (árie Ich soll etwa häßlich seyn!) a Oroßmin dívky odvádí poté, co Reski vrhá možná poslední pohled na Selima (árie Schön ist im Lenz die grüne Flur).
Selim pak Alimu připomíná svou historii: pochází z Janova, ale před 16 lety padl v Alžírsku do rukou otrokářů. V otroctví na Aliho radu konvertoval k islámu a jeho pán, místodržící Soliman, mu dal svobodu a měl ho téměř za syna. Selim se hodlal vrátit do Janova, ale nejprve chtěl najít svého bratra Julia, který byl zajat s ním. Když se dozvěděl, že Julio zemřel, už v novém prostředí zdomácněl. nyní Alimu přikazuje, aby v převleku vnikl do serailu, byť se Ali zpěčuje nastavovat pro pánovu lásku vlastní krk (duet Herr! ich mag es nicht probiren). O samotě má Selim špatné svědomí, že chystá zločin, jenž může poškodit pověst jeho dobrodince, ale láska mu nedá jednat jinak (árie Die Holde wieder sehn).
(2. obraz – Pokoj v serailu) Scherbeth ukazuje novým odaliskám jejich příbytek. Hrozí jim tresty, budou-li neposlušné (árie Hier im Zimmer bleibt ihr stehen) a odchází. Čtvěřici dívek přichází přivítat jedna z dosavadních odalisek, Němka Rosilis, která jim vypráví, že to v serailu vůbec není špatné – zvláště když není stráž, kterou by neuměly překonat ženská lest.
(3. obraz – Zahrada serailu obehnaná hradbou) V zahradě serailu pracuje zahradník Pagad – přirozeně rovněž kleštěnec. Odaliska Rezia se ho marně snaží svádět, aby jí prokázal jistou důvěrnou službičku; zahradníkem ženské půvaby nijak nehnou.
Do zahrady je vpuštěn Ali v přestrojení za eunucha, který po ulicích krmí kočky masem (árie Liebe Kätzchen! schwarz und blau). Tvrdí, že přinesl objednanou kočku odalisce Blandě. Díky tomu může hovořit s Blandou a Reski a předat jim láhev šerbetu s uspávacím prostředkem, který m mají uspat své strážce. Blanda a Reski pak předstírají, že šerbet pijí, a libují si nahlas, jak je lahodný. Scherbeth a Oroßmin to vidí, láhev jim seberou a zavdávají si sami. Místo spánku se však Scherbeth a Oroßmin rozjaří a začnou se líbat, pak chtějí polibek i od dívek, ale ty jím dají políček a utečou (sextet Laß uns diesen Traub probiren).
Oroßmin je políčkem od ženy velmi uražen a stěžuje si na ženskou proradnost (árie Wer den Weibern trauen will). Scherbeth se vrací se stříbrným zvonkem, který oznamuje čas návratu do paláce. Dívkám se jednak ještě nechce a jednak mají plán: zatáhnou Scherbetha do hry na slepou bábu a přitom mu Blanda uzme klíče od brány do serailu. Scherbeth se zavázanýma očima nakonec skončí v kašně, což vede k takovému smíchu a povyku, že se všichni musí tišit, aby se o ničem nedozvěděl paša (finále Don di dang! don di dang!).

### 2. dějství
(1. obraz – Zahrada serailu obehnaná hradbou) Odalisky opět lenoší v zahradě a opěvují svou svobodu a bezstarostnost, dokud je Oroßmin a Scherbeth nezaženou zpět do serailu (sbor Ha! wie frey und sorgenleer). Na odchodu se Scherbeth snaží svádět Blandu a vymámit z ní polibek (duet Mädchen! mit den schwarzen Augen).
(2. obraz – Místnost v Solimanově domě) Ali přináší Selimovi zprávu, že je připravena karavana pro jejich útěk. Jenže dnes je pro únos Reski zvlášť nevhodný den, paša se chystá na lov lvů a navíc hrozí bouřka. Jenže Selim nechce odložit provedené svého plánu ani o minutu (árie Kann ich mich noch lang besinnen). Ali si rezignovaně stěžuje na všechny potíže, které láska působí (árie Verliebte sind, ich sag es ja).
(3. obraz – Zahrada serailu obehnaná hradbou) Scherbeth předvádí čtyři nové odalisky pašovi a vychvaluje je, nejvíce však Reski, která podle něj nejvíce odpovídá pašovu vkusu (árie Herr! ihr werdet Wunder sehen). Paša si skutečně zvolí Reski a chce ji zbavit panenství ještě před lovem. Reski se však snaží vymluvit, vypráví pašovi o to, že je zamilována do jiného, a ptá se ho, proč on sám neusiluje o lásku namísto pouhého pudu na jeho straně a povolnosti žen, kterým na něm nezáleží, na straně druhé (árie Liebe quillt aus unsrem Hernzen). Paša je jejími slovy překvapen, ale vůbec ne přesvědčen. Ztratil však čas, a tak přikazuje, aby mu Reski přivedli po lovu, aby mohl uplatnit svá práva na ni.
Pagad s dosud musí smát nad Scherbethovým pádem do studny. Blanda přišla vyprosit po něm službičku – ale poučena nezdarem své předchůdkyně přináší zahradníkovi peníze. Služba má spočívat v tom, aby předal potulnému mudrci – kalenderovi – bílý kapesník. Záhy přjide Ali v příslušném přestrojení, obdrží kapesník a v něm skrytý vzkaz, že dveře do serailu jsou otevření. Zatímco Pagad spokojeně počítá obdržené peníze /árie Pagad, der G§artner ist ein Mann), vkrade se Ali do budovy serailu.
(4. obraz – Pokoj v serailu) Ali přinesl Reski a případně Blandě rovněž hábity mudrců, aby s e s ním mohly nepozorovaně dostat ven. Jenže i ostatní odalisky jsou nápadem nadšeny a dávají ultimátum: buď je Ali vezme všechny s sebou, nebo je udají. Naštěstí má Ali dostatek hábitů pro všechny a po dlouhém hašteření so je odalisky rozdělí a odcházejí v obřadném průvodu okolo překvapeného Pagada. Když po chvíli Oroßmin, Scherbeth a ostatní strážci zjistí, že dveře jsou otevřené a serail je prázdný, nastává shon a všichni se vrhnou na Pagada, který se dušuje, že o ničem neví (finále 1. část Sastalara, bastalara … Was ist hier zu überlegen).
(5. obraz – Lesní krajina se skalami a dutým dubem, bouřka) Pašova družina loví lva. Současně se objeví Selim a Reski v přestrojení za mudrce. Schovají se před lovci a bouřkou v dutém stromě. Odzbrojeného pašu pronásleduje lev (kterého jeho společníci nakonec skolí) a paša se chce rovněž ukrýt ve stromě. V tom sjede blesk a rozštípne kmen, paša poznává Selima a Reski a před svou družinou jim slibuje přísný trest (finále 2. část Hört den Sturmwind sich erheben).

### 3. dějství
(1. obraz – Velký sál se shromážděným divanem) Paša sedí na trůně. Přítomní hodnostáři zpívají o nutnosti vladaře být shovívavý a spravedlivý (pochod a sbor Milde sey der Schild der Fürsten). Místodržící Soliman se neodvažuje orodovat za svého chráněnce, ale žádá o milost pro provinilou dívku. Jsou předvedeni Selim a Reski a každý z nich bere vinu na sebe. Společně vyprávějí, jak se do sebe zamilovali na palubě lodi, když vánek nadzvedl dívčin závoj. Reski ve své promluvě kritizuje vychování, kterého se jí a dalším dívkám dostalo: vše zaměřené jen na to, jak se zalíbit mužům, namísto osobního rozvoje. Paša jako dříve přejde její slova mlčením, odsuzuje Selima k smrti a Reski k tomu, aby jako otrokyně vykonávala v paláci nejtěžší práce. Selim jdoucí na smrt a Reski se dojemně loučí (duet Weine nichnt um mich, o Liebe!).
Když je Selim odveden, Reski omdlí, ale vzkřísí ji Scherbeth, který jí přináší pracovní oděv a škodolibě jí popisuje, jak jí práce sebere krásu; a navíc jízlivě oslavuje Selimovu brzkou cestu do ráje (árie Froh ist die Reise ins Paradieß).
(2. obraz – Otevřené prostranství s kůlem) Selim je připoután ke kůlu a za přítomnosti pašova dvora a zvědavců má být usmrcen lučištníky. Nebojí se smrti, ale naposledy žádá o milost pro Reski (vojenský pochod a Selimova árie Willkommen, Trauerstätte du!). Když však Selimovi obnaží ňadra, ukáže se, že má na krku stejný medailon jako paša Achmet, který není původem nikdo jiný než Selimův bratr Julio. Bratři e obejmou, poprava je zapomenuta a Achmet přenechává Reski bratrovi za manželku. Všichni pašovi a jeho bratru provolávají slávu (sbor Jauchzet ihm Dank) a odcházejí.
Scherbeth přivádí Reski v pracovní haleně a vysmívá se jí. Avšak Ali, tentokrát v přestrojení za vodaře, jí přináší šťastné noviny a vzápětí je tu i sám Selim, bere Reski do náruče a odvádí ji s sebou. Zhrzený Scherbeth se durdí a Ali si ještě zazpívá o vodařském povolání (árie Ein Wasserträger, wie man glaubt).
(3. obraz – Nádherná pašova zahrada po turecku osvětlená) Paša na trůně oznamuje odaliskám své slavnostní rozhodnutí: Reskina slova si konečně vzal k srdci, dává všem odaliskám svobodu a přikazuje jim, aby ještě dnes opustily serail a začaly se starat samy o sebe. Selima a Reski uvádí vedle sebe k trůnu a všichni oslavují dnešní šťastný den (finále Lasset uns mit frohem Herzen).